# آلاي (نهر)
آلاي (بالروسية: Алей)،هو نهر يتدفق بشكل رئيسي في ألطاي كراي في جنوب غرب سيبيريا في روسيا وأحد روافد أوب.